# Die Entlassung
Die Entlassung è un film del 1942 diretto da Wolfgang Liebeneiner sotto la supervisione di Emil Jannings. Il celebre attore, oltre a interpretare il ruolo di Otto von Bismarck (protagonista del film), produsse la pellicola per la Tobis Filmkunst di Berlino.

## Produzione
Le riprese del film, prodotto dalla Tobis Filmkunst, iniziarono il 14 gennaio per finire nel maggio 1942.

## Distribuzione
Il 28 agosto, film ottenne il visto di censura B.57539 vietato ai minori di quattordici anni. Distribuito dalla Deutsche Filmvertriebs (DFV), fu presentato in prima a Stettino il 15 settembre, per poi essere presentato all'Ufa-Palast am Zoo di Berlino il 6 ottobre 1942.
Nel 1945, la censura militare degli Alleati ne proibì la visione in pubblico. Nel 1954, ne venne fatta una riedizione distribuita dalla Türck nella Germania Ovest il 12 febbraio 1954 con il titolo Wilhelm II. und Bismarck.